# Superettan 2012
Die Superettan 2012 war die 13. Spielzeit der zweithöchsten schwedischen Fußballliga unter diesem Namen und die insgesamt 84. Spielzeit seit der offiziellen Einführung einer solchen im Jahr 1928. Die Saison begann am 6. April und endete am 3. November 2012.

## Abschlusstabelle
| Pl. | Verein               | Sp. | S  | U  | N  | Tore    | Diff. | Punkte |
| --- | -------------------- | --- | -- | -- | -- | ------- | ----- | ------ |
| 1.  | Östers IF            | 30  | 20 | 6  | 4  | 057:280 | +29   | 66     |
| 2.  | IF Brommapojkarna    | 30  | 20 | 1  | 9  | 061:400 | +21   | 61     |
| 3.  | Halmstads BK (A)     | 30  | 16 | 8  | 6  | 061:330 | +28   | 56     |
| 4.  | Hammarby IF          | 30  | 13 | 10 | 7  | 040:330 | +7    | 49     |
| 5.  | Ljungskile SK        | 30  | 11 | 9  | 10 | 036:360 | ±0    | 42     |
| 6.  | Landskrona BoIS      | 30  | 12 | 5  | 13 | 035:430 | −8    | 41     |
| 7.  | Jönköpings Södra IF  | 30  | 10 | 10 | 10 | 052:470 | +5    | 40     |
| 8.  | Assyriska Föreningen | 30  | 11 | 6  | 13 | 044:490 | −5    | 39     |
| 9.  | Ängelholms FF (RV)   | 30  | 10 | 9  | 11 | 040:460 | −6    | 39     |
| 10. | IK Brage             | 30  | 10 | 9  | 11 | 035:450 | −10   | 39     |
| 11. | Varbergs BoIS (N)    | 30  | 8  | 13 | 9  | 049:520 | −3    | 37     |
| 12. | Degerfors IF         | 30  | 9  | 8  | 13 | 046:530 | −7    | 35     |
| 13. | Falkenbergs FF       | 30  | 8  | 10 | 12 | 045:470 | −2    | 34     |
| 14. | IFK Värnamo          | 30  | 8  | 6  | 16 | 047:540 | −7    | 30     |
| 15. | Trelleborgs FF (A)   | 30  | 8  | 5  | 17 | 040:550 | −15   | 29     |
| 16. | Umeå FC (N)          | 30  | 6  | 5  | 19 | 034:610 | −27   | 23     |

Platzierungskriterien: 1. Punkte – 2. Tordifferenz – 3. geschossene Tore

| Zum Saisonende 2012: |                                                                  |
| Aufsteiger in die Allsvenskan 2013: Östers IF, IF Brommapojkarna Teilnehmer an der Aufstiegsrelegation gegen den 14. der Allsvenskan 2012: Halmstads BK Teilnehmer an der Relegation zur Division 1 2013: Falkenbergs FF, IFK Värnamo Absteiger in die Division 1 2013: Trelleborgs FF, Umeå FC |                                                                  |
| |                                                                  |
| Zum Saisonende 2011: |                                                                  |
| (A) | Absteiger aus der Allsvenskan 2011: Trelleborgs FF, Halmstads BK |
| (N) | Neuaufsteiger aus der Division 1 2011: Varbergs BoIS, Umeå FC    |
| (RV) | Verlierer der Relegationsspiele: Ängelholms FF                   |

## Relegationsspiele
Zur Allsvenskan 2013:
Der 3. der Superettan 2011 spielte gegen den 14. der Allsvenskan 2012 in einer Play-off-Runde mit Hin- und Rückspiel in der Relegation. Das Hinspiel fand am 10. November, das Rückspiel am 17. November 2012 statt. Der Sieger qualifizierte sich für die Allsvenskan 2013.
|              | Gesamt |               | Hinspiel | Rückspiel |
| ------------ | ------ | ------------- | -------- | --------- |
| Halmstads BK | 6:4    | GIF Sundsvall | 3:0      | 3:4       |

Zur Superettan 2013:
Die Mannschaften auf den Plätzen 13. und 14. der Superettan 2012 spielten gegen die jeweils 2. der Nord- bzw. Südstaffel der Division 1 in einer Play-off-Runde mit Hin- und Rückspiel in der Relegation. Die Hinspiele fanden am 7. November, die Rückspiele am 11. November 2012 statt. Die beiden Sieger qualifizierten sich für die Superettan 2013.
|            | Gesamt |                | Hinspiel | Rückspiel |
| ---------- | ------ | -------------- | -------- | --------- |
| BK Forward | 1:2    | Falkenbergs FF | 0:0      | 1:2       |
| Lunds BK   | 2:4    | IFK Värnamo    | 0:2      | 2:2       |

## Torschützenliste
| Platz | Spieler            | Mannschaft        | Tore |
| ----- | ------------------ | ----------------- | ---- |
| 1.    | Pablo Piñones-Arce | IF Brommapojkarna | 18   |
| 2.    | Robin Simovic      | Ängelholms FF     | 17   |
| 3.    | Gudjón Baldvinsson | Halmstads BK      | 16   |
| 3.    | Freddy Söderberg   | Östers IF         | 16   |
| 5.    | Nabil Bahoui       | IF Brommapojkarna | 15   |